# Libá
Libá, bis 1948 Libštejn (deutsch Liebenstein) ist eine Gemeinde in Tschechien und gehört zum Okres Cheb.

## Geographie

### Geographische Lage
Libá befindet sich auf 508 m Höhe am nordöstlichen Fuße des Fichtelgebirges entlang des Baches Libský potok (Großbach, in manchen Quellen auch Grasbach), der im Süden des Ortes zum langgestreckten Kladivo (Hammerteich) aufgestaut ist. Westlich liegt der Hausberg Blatná (Plattenberg; 640 m n.m.) im Naturpark Smrčiny (Fichtelgebirge), östlich die früher Hoher Bühl (538 m) genannte Erhebung. Der Kernort umfasst eine Fläche von 1436 ha, mehr als die Hälfte davon sind bewaldet (Stand 2015). Nachbarorte sind Podílná (Halbgebäu) im Norden, Vlastislav (bis 2016 Táborská, Seichenreuth) im Nordosten, Hůrka (Riehm) im Osten und Hohenberg an der Eger im Süden. Der Grenzübergang für Wanderer Dubina/Hammermühle führt nach Hohenberg. Die nächste größere Stadt ist das in ca. acht Kilometer Luftlinie nordwestlich über den Gebirgskamm gelegene Selb, zu dem das „Ackerl“ für Wanderer und Radfahrer führt.

### Gemeindegliederung
Die Gemeinde Libá besteht aus den Ortsteilen Hůrka und Libá. Grundsiedlungseinheiten sind Dobrošov (Tobiesenreuth), Dubina (Eichelberg), Hůrka, Libá, Lužná (Sorghof), Pomezná (Markhausen) und Rybáře (Fischern). Das Gemeindegebiet gliedert sich in die Katastralbezirke Dobrošov u Libé (135 ha), Dubina (160 ha), Hůrka u Libé (215 ha), Libá (1436 ha), Lužná u Františkových Lázní (402 ha), Pomezná (208 ha) und Rybáře u Libé (108 ha).

### Nachbarorte
|                                   | Hazlov (Haslau)                             |                                 |
| Selb                              | Kompassrose, die auf Nachbargemeinden zeigt | Poustka (Oed)                   |
| Hohenberg an der Eger, Schirnding | Cheb (Eger)                                 | Františkovy Lázně (Franzensbad) |

## Geschichte
Als erste historische Erwähnung von Liebenstein gilt eine Urkunde des Klosters Waldsassen aus dem Jahr 1264, ausgestellt am Tage des heiligen Apostels Thomas, mithin am 21. Dezember. Darin wird ein Rupertus de Nuen libensteina (Rupert von Neu-Liebenstein) als einer von mehreren Zeugen namentlich erwähnt. Jener Rupert wird in der Urkunde als Ministeriale bezeichnet. Dass mit diesem Neu-Liebenstein der Platz am Großbach im Egerland gemeint ist, gilt als gesichert. Dort dürfte sich also um die Mitte des 13. Jahrhunderts jedenfalls ein festes Haus, möglicherweise auch bereits eine erste bäuerliche Siedlung. befunden haben.
Das Geschlecht Liebenstein hatte schon zuvor eine gewisse Bedeutung in der Oberpfalz und im Egerland, wo sie mehrfach begütert war. Ursprünglich aus der Pfalz stammend, werden die Brüder Uldaricus de Egere und sein Bruder Pilgrimus 1125 als Ministerialien der Diepoldinger genannt. Sie führten ein (farblich nicht belegtes) Rautenwappen, was auf eine Stammesverwandtschaft mit den Grafen von Bogen hindeuten könnte. Ihre Stammburg und namensgebend für das Geschlecht wurde Burg Liebenstein bei Plößberg in der Oberpfalz (erstmalig erwähnt ebenfalls im Jahr 1125).
Die Herkunft und Bedeutung des Namens Liebenstein ist nicht abschließend geklärt. Während sich „Stein“ auf eine geografische Bezeichnung für „am“ oder „auf dem Stein“ im Sinne von Felsen beziehen dürfte, gibt es für „Lieben“ eine ganze Reihe von Deutungsmöglichkeiten. Naheliegend ist die Beschreibung „angenehm“, „gefällig“ oder „freundlich“, damit wäre Liebenstein ein bevorzugter Ort, der sich an oder auf einem Felsen befindet. Diskutiert wird aber auch die Rückführung auf einen Namen des Gründers oder der Gründerin, zum Beispiel „Liuba“, was sowohl einen weiblichen slawischen Namen mit der Bedeutung Liebe, Liebende oder Geliebte darstellt, als auch für die slawische Göttin des Frühlings, der Liebe und der Fruchtbarkeit steht. Auch die Ableitung vom männlichen Namen Lubomir ist nicht ausgeschlossen, was gemeinhin mit „Liebe und Frieden“ zu deuten wäre. An anderer Stelle wird Loiba als fränkische Bezeichnung für Bergwald genannt. Gelegentlich wird Liebenstein in seiner oberpfälzisch-egerländischen Aussprache „Lemschtai“ auch schlicht mit „an den Steinen gelegen“ interpretiert.
Mit dem Tod von Heinrich von Liebenstein im Jahr 1292 fiel das Lehensgut an das Reich zurück. Es ist bezeugt, dass Liebenstein, welches durch Erbfolge an das bayerische Adelsgeschlecht Parsberg gefallen war, 1298 an das Kloster Waldsassen verkauft wurde. Es ist allerdings umstritten, ob bei diesem Verkauf Liebenstein bei Plößberg, jenes im Egerland oder möglicherweise auch beide den Eigentümer wechselten. Danach gibt es für beinahe ein halbes Jahrhundert kaum Belege über Liebenstein (im Egerland) und seine Bewohner.  „Sicher ist, dass es in der ersten Hälfte des 14. Jahrhunderts, vielleicht als zeitweilige Raubfeste, in Trümmer gebrochen wurde ... und als öde Burgstelle“ galt. König Johann von Böhmen aus dem Haus Luxemburg, welcher das Egerland 1322 von Kaiser Ludwig IV. als Reichspfand erhalten hatte, belehnte dann im Jahr 1346 den Egerer Bürgermeister (oder dessen gleichnamigen Sohn) Franz Goßwein (in anderen Schreibweisen u. a. Franciscus Kosbin oder Frenczel Gözwein) mit Liebenstein „nebst 13 Huben des Reichsforstes“. Die Wiederaufbauarbeiten an der Burg waren 1349 im Wesentlichen abgeschlossen. In einer Urkunde vom 15. Mai 1355 erklärte Kaiser Karl IV. „Franz den Gozwein von Liebenstein“ zum Ritter gemacht und seine Rechte an Burg, Ort und Land bestätigt zu haben. Es scheint angemessen, spätestens ab diesem Zeitpunkt von einer eigenständigen Herrschaft Liebenstein zu sprechen.
Nachkommen von Franz Goßwein betätigten sich als Raubritter, was zu einer Strafexpedition durch den seinerzeitigen König Wenzel von Böhmen führte, in deren Folge die Goßweins abgesetzt und die Herrschaft Liebenstein eingezogen wurden. 1381 wurde Landgraf Johann von Leuchtenberg mit der Herrschaft Liebenstein als erblichem böhmischen Besitz beliehen. Dieser verkaufte mit Urkunde vom 5. Mai 1400 Burg, Dorf und dazugehörige Güter an den Egerer Bürger Erhart Rudusch. Jener Rudusch trat als Stifter und Erbauer der ersten Pfarrkirche in Liebenstein hervor. Nach Einholung der erforderlichen Genehmigungen ließ er auf einem Felsvorsprung unterhalb der Burg im Jahr 1406 die Kirche der Heiligen Dreifaltigkeit und der Heiligen Katharina (von Alexandria) errichten. Nach Rudusch Tod im Jahr 1418 gelangte die Herrschaft an seinen Schwiegersohn Arnold von Sparneck und dessen Vater Hans. Nur acht Jahre später veräußerten die Sparnecks die Herrschaft an Heinrich von Zedtwitz auf Neuberg im benachbarten Ascher Land zum Preis von 3 000 Gulden. Nach einem von den Sparneckern angestrengten Prozess vor dem Nürnberger Landgericht wurden ihnen noch weitere 1500 Gulden „als Übermaß“ zuerkannt.
Während die Zedtwitz für ihre Besitzungen im Ascher Land den Anspruch aufrechterhielten, als reichsunmittelbar zu gelten, konnten sie dies für Liebenstein nicht dauerhaft durchsetzen. 1447 gelobten die Söhne von Heinrich von Zedtwitz, Hans und Heinz, für die Herrschaft Liebenstein beim Egerland zu bleiben und der Stadt Eger bei einer eventuellen Veräußerung das Vorkaufsrecht einzuräumen. In der Folgezeit wurden die Zedtwitz-Nachkommen kontinuierlich mit Liebenstein belehnt.

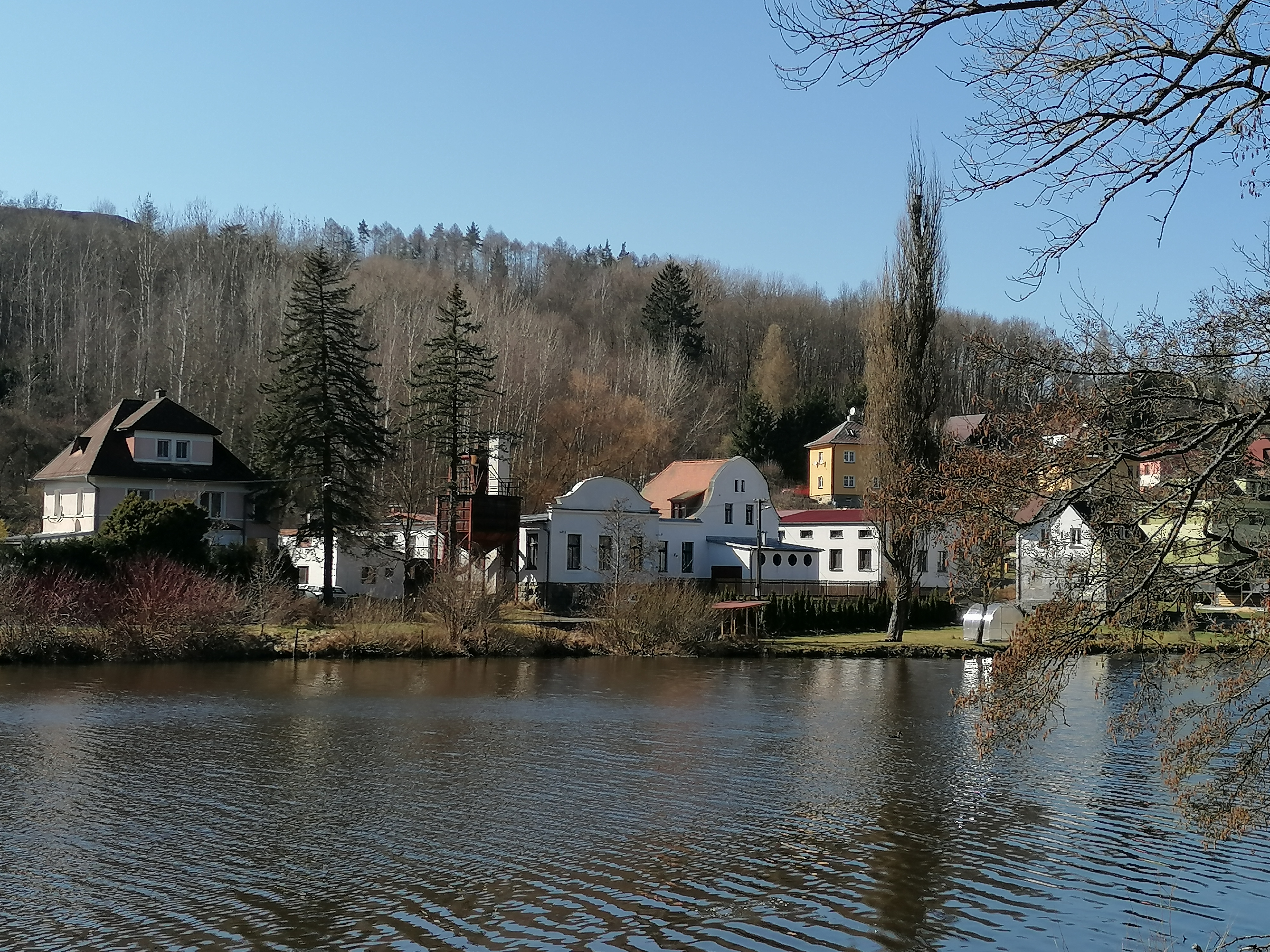
Blick über den Kladivo (Hammerteich); in der Bildmitte das frühere Liebensteiner Zweigwerk des Ascher Handschuhfabrikanten Askonas und Heller (Stand März 2025)

Eine düstere Episode der Zedtwitz auf Liebenstein bildete die Herrschaft von Jörg von Zedtwitz (auch andere Schreibweisen), der seit 1492 in ständigem Streit mit seinen Nachbarn und der Stadt Eger lag und schließlich als Mörder und Raubritter verfolgt wurde. Im Juni 1509 brach mit Zustimmung des Königs von Böhmen schließlich eine Strafexpedition zur Belagerung von Liebenstein auf. Die Burg kapitulierte angesichts der großen feindlichen Übermacht rasch, ohne dass es zu nennenswerten Zerstörungen gekommen war, Jörg von Zedtwitz und wenigen Getreuen gelang aber die Flucht. Der Jörg von Zedtwitz gehörende Teil von Liebenstein wurde von der Stadt Eger beschlagnahmt. Danach machte jener aus dem Untergrund durch Drohungen und Erpressungen weiterhin von sich reden, bis es endlich im März 1519 zu Verhandlungen zwischen ihm, der Stadt Eger und einigen seiner Nachbarn kam, in deren Folge Jörg der Krone Böhmens, der Stadt und dem Land Eger Urfehde schwor und im Gegenzug seine Liebensteiner Besitzungen zurückerhielt.
Die Zedtwitzer auf Liebenstein und damit auch der Ort waren mit dem gesamten Egerland um 1560 zur protestantischen Konfession übergetreten. Als Protestant stand Hans Wilhelm von Liebenstein (1594 – 1657) bei Ausbruch des Dreißigjährigen Krieges auf Seiten der böhmischen Stände. Nach deren Niederlage ging er in das nahe Hohenberg ins Exil, wo er auch verstarb. Im Zuge der Gegenreformation wurde das Egerland wieder katholisiert. Während des Dreißigjährigen Krieges litt die Bevölkerung unter Truppendurchzügen, Einquartierungen und Zwangsabgaben. Bekundet ist das Niederbrennen des nahegelegenen Dorfes Rathsam durch polnische Truppen im Jahr 1620 sowie ein Einfall schwedischer Einheiten in Markhausen im September 1645. In der Endphase des Krieges zogen schwedische Heere unter Carl Gustav Wrangel und Arvid Wittenberg im Juli 1647 von Franken kommend nach Eger. Dabei wurde die Burg Liebenstein zerstört. Eger wurde nach mehrtägiger Belagerung am 17. Juli 1647 von den Schweden eingenommen; ein kaiserliches Entsatzheer erreichte die bedrängte Stadt nicht rechtzeitig.
„1650 verbot Kaiser Ferdinand III. den Protestanten die Ausübung ihres Gottesdienstes und am 4. Februar 1652 befahl er, sie entweder zur Reversion (Rückkehr zur Kath. Kirche) oder zu Emigration (Auswanderung) zu zwingen.“ Mit der Annahme der katholischen Konfession durch Hans Wilhelms Nachfolger in der Hauptlinie, Wolf Heinrich von Zedtwitz, stand der weiteren Belehnung von Liebenstein durch Kaiser Leopold nichts mehr im Wege.

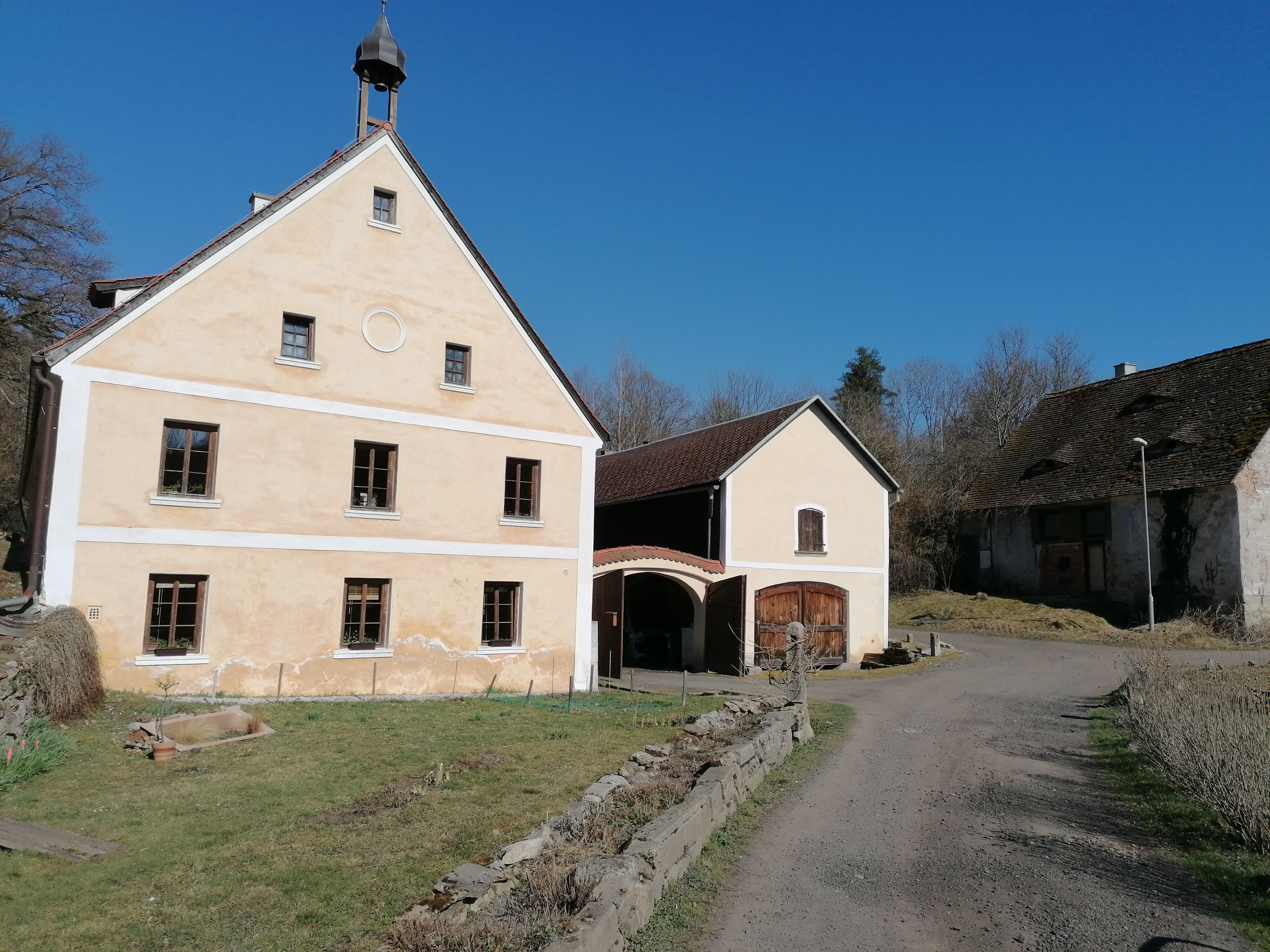
Frühere Neumühle am Großbach (Stand März 2025)

Der Wiederaufbau der Burg, bzw. ihre Umgestaltung zu einem Schloss im Barockstil erfolgte in mehreren Etappen in der Zeit zwischen 1719 und 1770. In diese Zeit (1753–1763) fiel auch der Neubau der nunmehr St. Katharina genannten Kirche an der Stelle des Vorgängerbaus. 1790 wurde die Familie Zedtwitz auf Liebenstein in den erblichen Reichsgrafenstand erhoben.
Aus dem Jahr 1847 stammt eine Bevölkerungs- und Flurbeschreibung von Johann Gottfried Sommer über die Herrschaft Liebenstein. „Dieses Dominion ist ein böhmisches Kron-Manns-Gut und ist in zwei Teile, Vorder- und Hinter-Liebenstein abgeteilt. Es liegt im westlichen Teile des Kreises Eger und grenzt im Norden an das Gebiet Asch, im Osten an das Gut Haslau, und die Egerischen Dörfer Seichenreuth, Seeberg, Trogau, Siedichführ und Schlada, im Süden an die Gründe der Stadt Eger und deren Dörfer Stein, Zettendorf, Pirk und Markhausen, und im Westen an das Landgericht Selb des bayrischen Kreises Oberfranken. Die Besitzer sind die Grafen von Zedtwitz und zwar von Vorder-Liebenstein Thaddäus und von Hinter-Liebenstein Clemens Graf von Zedtwitz, welche nach dem Tode ihres Vaters Peter Anton Graf von Zedtwitz mit dessen Gütern von Wailand Kaiser Franz I. belehnt worden sind.“ Die Bevölkerung der Herrschaft wird in diesem Dokument mit 3425 Personen, darunter 29 protestantische Familien im Ort Neuenbrand (vormals zum Ascher Land gehörig), angegeben. Ackerbau und Viehzucht waren die überwiegenden Ertragsquellen, daneben auch einige Gewerbe und Handel. Gezählt wurden auch 84 Baumwollweber sowie 39 Strumpfwirker als Lohnarbeiter. Zur Herrschaft Liebenstein gehörten die Orte Liebenstein mit 178 Häusern und 1635 Einwohnern sowie die Orte bzw. Siedlungen Eichelberg, Riehm, Tobiesenreuth (vormals Tobiessenreuth), Kammerdorf, Frankenhaus, Halbgebäu, Hirschfeld, Lindau und Neuenbrand.
Mit der Aufhebung der Grund- oder Patrimonialherrschaft im Kaisertum Österreich im Jahr 1848 endete auch jene der Familie Zedtwitz über Liebenstein. Nichtsdestoweniger verblieben ihr das Eigentum am Schloss sowie an großen Ländereien in der Umgebung. Liebenstein gehörte nun zum Gerichtsbezirk Eger, der bis zum Ersten Weltkrieg Teil des Bezirks Eger war. Im Jahre 1869 hatte das Dorf 2244 Einwohner und bestand aus 190 Häusern.
Einen Namen machte sich Clemens Graf von Zedtwitz (18. September 1814 bis 17. November 1896). Er war Abgeordneter im böhmischen Landtag, erlangte Bekanntheit und Anerkennung aber vor allem als Heimat- und Mundartdichter seiner egerländischen Heimat. Auf seine Initiative hin wurde ihm „und seiner ehelichen Nachkommenschaft“ mit kaiserlich- königlichem Patent vom 11. Juli 1879 die Führung des Namens Grafen und Gräfinnen Zedtwitz -Liebenstein gestattet.
Einer Erhebung aus dem Jahr 1906 zufolge lebten zu dieser Zeit 2149 Personen in 210 Häusern im Ort Liebenstein. In den Jahren 1909 bis 1910 errichtete die Firma C.B. Göldner an der Haslauer Straße eine große Fabrik für „Vigonenspinnerei, Färberei und Bleicherei“. Die Ruine dieser Fabrik steht bis heute (Stand Mai 2025). Weitere kleine Fabriken, meist Zweigbetriebe Ascher Textilfabrikanten, siedelten sich in den folgenden Jahren in Liebenstein an. Die fehlende Eisenbahnverbindung erwies sich als Hemmnis für eine stärkere Industrialisierung.
1915 verkaufte Benno Graf von Zedtwitz-Liebenstein das Schloss, den damit verbundenen Grundbesitz sowie mehrere Gewerbebetriebe für 4.200.000 Kronen an ein Konsortium um den Wiener Geschäftsmann Leopold Hauser. Damit endete nach 489 Jahren die Geschichte des Hauses Zedtwitz in Liebenstein.

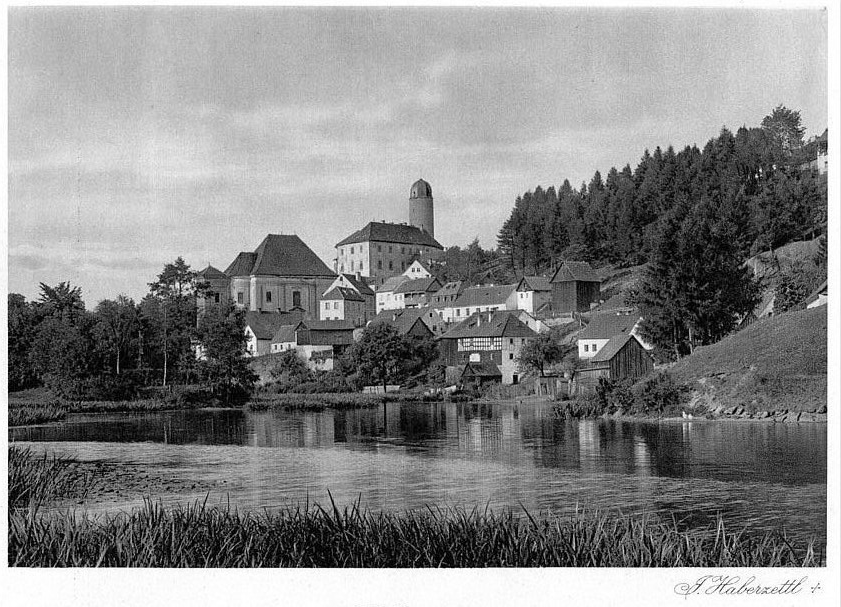
Liebenstein um 1928

Im Ersten Weltkrieg fielen 73 Liebensteiner, die Kriegsjahre waren vor allem von Nahrungsmittelknappheit und Mangelwirtschaft gekennzeichnet. Die Siegermächte hatten Deutsch-Böhmen zum Bestandteil der neugegründeten Tschechoslowakei bestimmt. Bemühungen der Bevölkerung, Teil eines Deutsch-Österreichischen Freistaats zu werden, blieben vergeblich. In der Zwischenkriegszeit führten repressive Maßnahmen der Regierung zu wiederholten Spannungen mit den Einwohnern. So wurde beispielsweise der Deutsche Turnverein 1922 von den Behörden aufgelöst. Beim Zensus von 1921 lebten in den 215 Häusern von Liebenstein 1889 Personen, darunter 1835 Deutsche und zehn Tschechen. Der tschechische Ortsname Libštejn wurde 1924 eingeführt. 1930 bestand Liebenstein / Libštejn aus 272 Häusern und hatte 2202 Einwohner. Mit dem Münchner Abkommen vom 29. und 30. September 1938 wurde Liebenstein als Teil des Reichsgaus Sudetenland dem Deutschen Reich angeschlossen und gehörte bis 1945 zum Landkreis Eger.
Im Zweiten Weltkrieg fielen 138 Liebensteiner. Der Ort wurde erst in den letzten Kriegstagen direkt in Mitleidenschaft gezogen. Zunächst lieferten sich Mitglieder der Hitlerjugend ein Feuergefecht mit den anrückenden US-amerikanischen Verbänden, wobei sechs von ihnen ums Leben kamen. Nach der Besetzung Liebensteins ab dem 24. April 1945 beschädigten mehrere von der Wehrmacht abgefeuerte Granaten einige Gebäude. Dabei wurde auch ein Zivilist getötet. Im Dezember 1945 zogen die US-amerikanischen Soldaten ab und Liebenstein kam unter tschechoslowakische Verwaltung. Der ganz überwiegende Teil der Deutschen Bevölkerung wurde enteignet und in den Folgejahren nach Deutschland umgesiedelt, soweit die Menschen nicht bereits vorher geflüchtet waren. Stattdessen wurden Tschechen und Slowaken aus anderen Teilen des Landes angesiedelt. Am 15. Dezember 1946 lebten in Libštejn noch 381 von vormals (Stand 1939) 2 265 Deutschen.
Zur Geschichte ab 1945 ist die Quellenlage sehr dürftig. 1948 wurde Libštejn in Libá umbenannt. Im Jahre 1950 lebten in den 227 Häusern von Libá 796 Personen. 1951 wurden Dobrošov, Dubina, Hůrka und Lužná eingemeindet; 1965 kamen noch Pomezná und Rybáře hinzu. Viele Gebäude verfielen und wurden später abgetragen. Einige wurden von ihren neuen Besitzern aber auch renoviert. Dies betrifft namentlich Gebäude auf dem früher Hofwiese genannten Areal am Westufer des Kladivo. Neubauten entstanden bevorzugt entlang des Libský potok an der früheren Straße nach Selb sowie an den Hängen des Großen Bühl oberhalb des Schlosses in Richtung Hurka. 1991 lebten in den 138 Wohnhäusern von Libá 407 Personen. Beim Zensus von 2011 bestand die Gemeinde aus 250 Häusern und hatte 715 Einwohner; davon lebten 607 in Libá (219 Häuser), 62 in Hůrka (16 Häuser) und 46 in Lužná (12 Häuser).

## Wirtschaft
Von regionaler Bedeutung ist der Basaltsteinbruch an der Blatná des Unternehmens Basalt s.r.o. Die Firma Promin CS stellt am Ort verschiedene Artikel für Hotellerie und Gastronomie her. Seit den 1990er Jahren hat sich ein noch eher bescheidener (Stand 2025) Fremdenverkehr entwickelt. So ist Liebenstein eine beliebte Etappe für – auch grenzüberschreitende – Fahrradtouren.

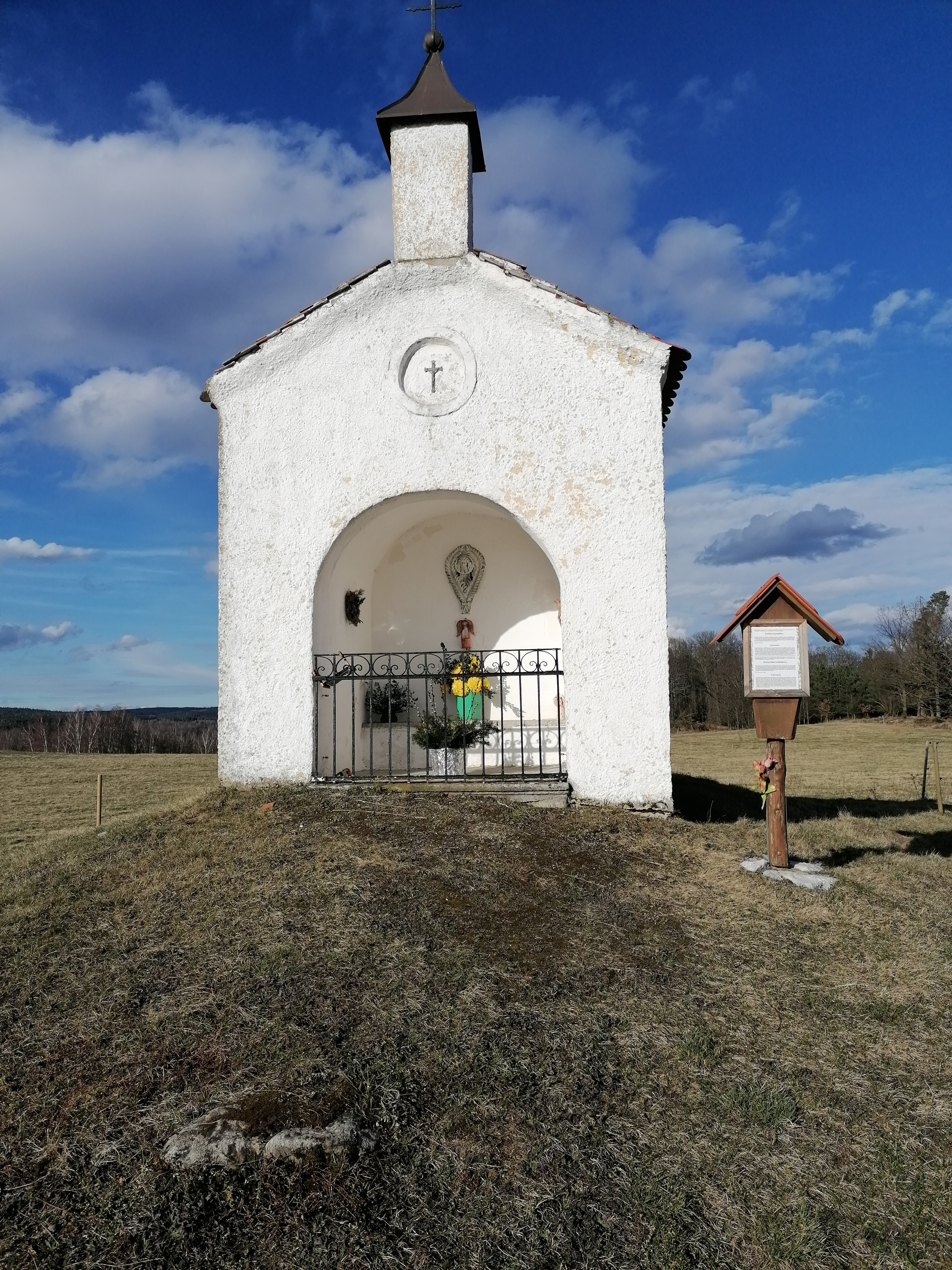
„Weiße Kapelle“ aus dem 19. Jahrhundert

## Kultur und Sehenswürdigkeiten

### Bauwerke
- Schloss Libá

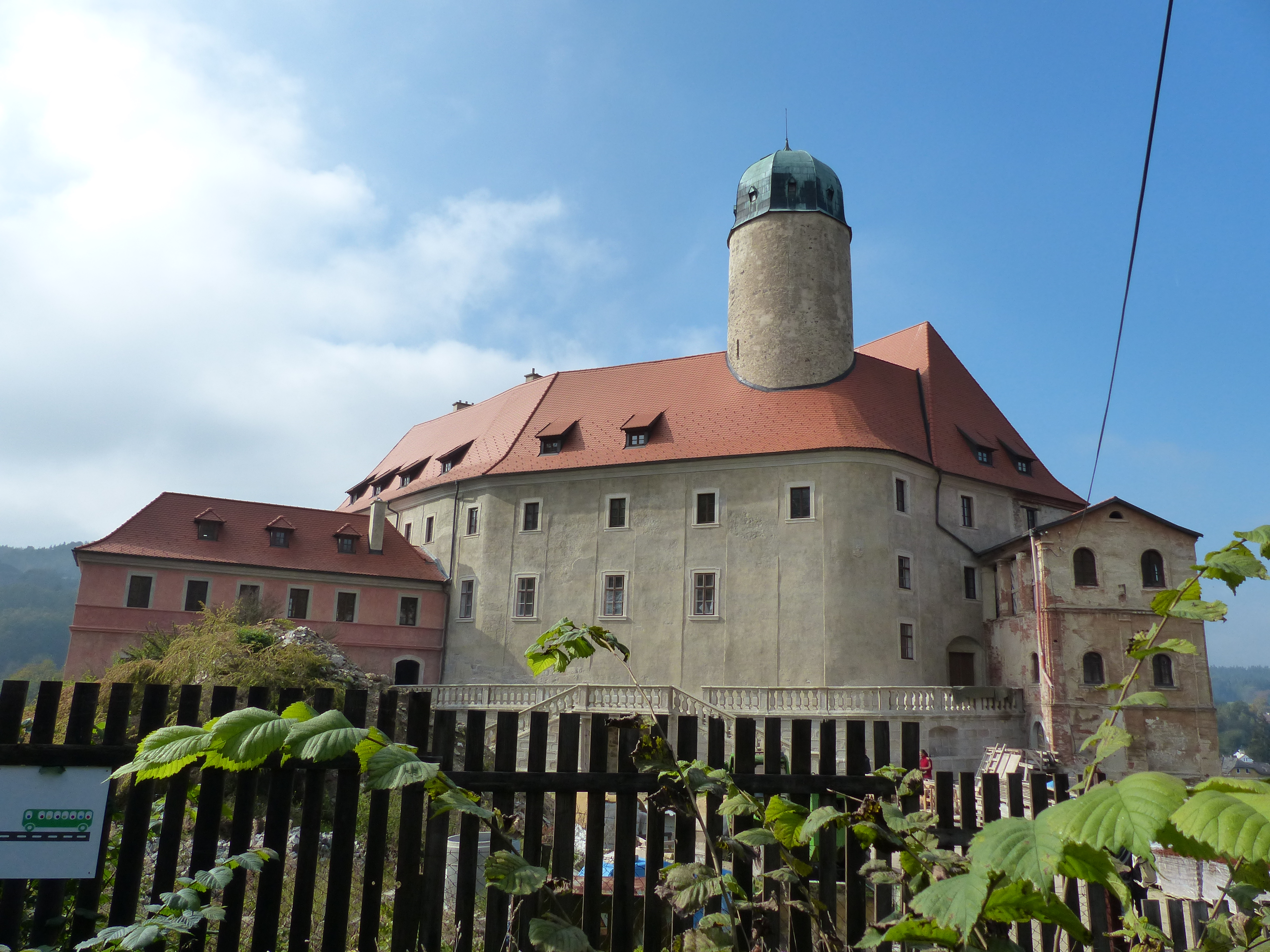
Das Schloss Libá im Jahr 2014

- Kostel svaté Kateřiny (Kirche zur Heiligen Katharina)
- „Weiße Kapelle“ aus dem 19. Jahrhundert an der Straße zwischen Liebenstein und Riehm

### Grünflächen und Naherholung
- Im Süden des Gemeindegebiets liegt das Naturreservat Rathsam, das das Gebiet an der Mündung der Röslau in die Eger bis zum oberen Ende der Talsperre Skalka umfasst. Darin befindet sich auch die Ruine der Feste Pomezná (Markhausen).
- Am nördlichen Ende des Ortes am Großbach befindet sich eine bemerkenswerte Felsformation, früher „Hängende Steine“ genannt.

## Literatur

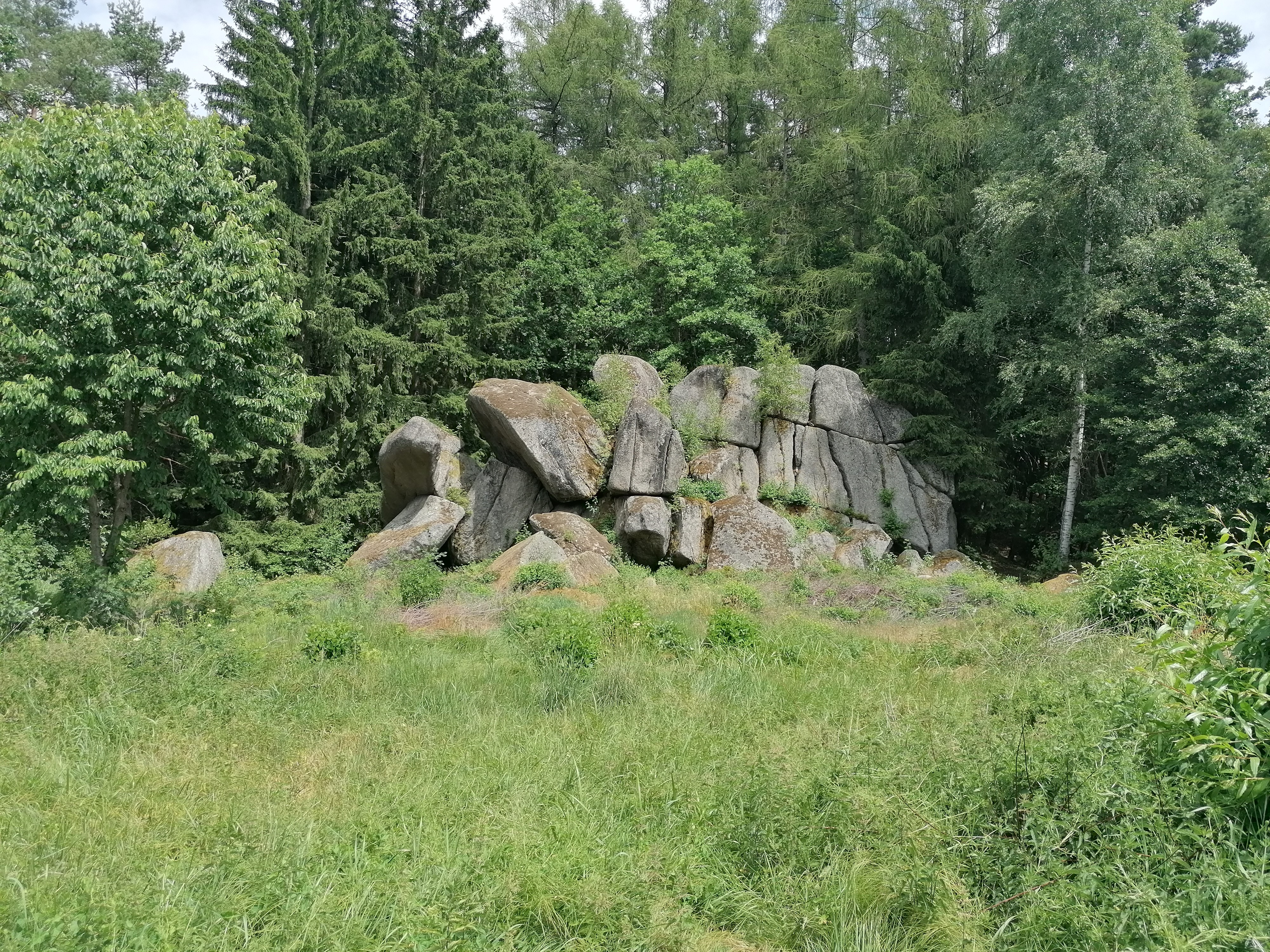
„Hängende Steine“, Juli 2025